# Michael Ashley
Michael C. B. Ashley es un astrónomo australiano, y profesor en la Universidad de Nueva Gales del Sur, en Sídney. Es famoso por su trabajo en la Antártida,  con el estudio de la capacidad de ver en Domo C.

## Antártida y Domo C
En septiembre de 2004, la Nature publicó un informe escrito por Jon Lawrence, Michael Ashley, Andrei Tokovinin, y Tony Travouillon sobre las capacidades de ver con telescopios astronómicos en Antártida. El papel concluyó que el Domo C sería "el mejor sitio terrestre para desarrollar un observatorio astronómico nuevo." El dato utilizado en este informe fue recogido por un experimento de control remoto corrido a través de la Estación Concordia francesa-italiana cerca al Domo C. Aun así, Ashley y su equipo han ido a Antártida cuatro veces, en 1995, 1998, 2001, y 2004 para experimentos tempranos, como medir el cercano infrarrojo del brillo del cielo. Encontraron que las capturas telescópicas en Domo C fueron, en promedo, 2,5 veces mejor que aquellos tomados en observatorios de otros lugares. Este descubrimiento ha confirmado haber encontrando el cielos más claro de la Tierra.